# الجزائر 54
«طائرة (الجزائر 54)»، (بالإنجليزية: El-Jazaïr-55)‏ هي طائرة استطلاع بدون طيار ستراتيجية. متوسطة الارتفاع طويلة المدى صممت وصنعت للأنظمة للمهمات الإستراتيجية.